# Rio Agout

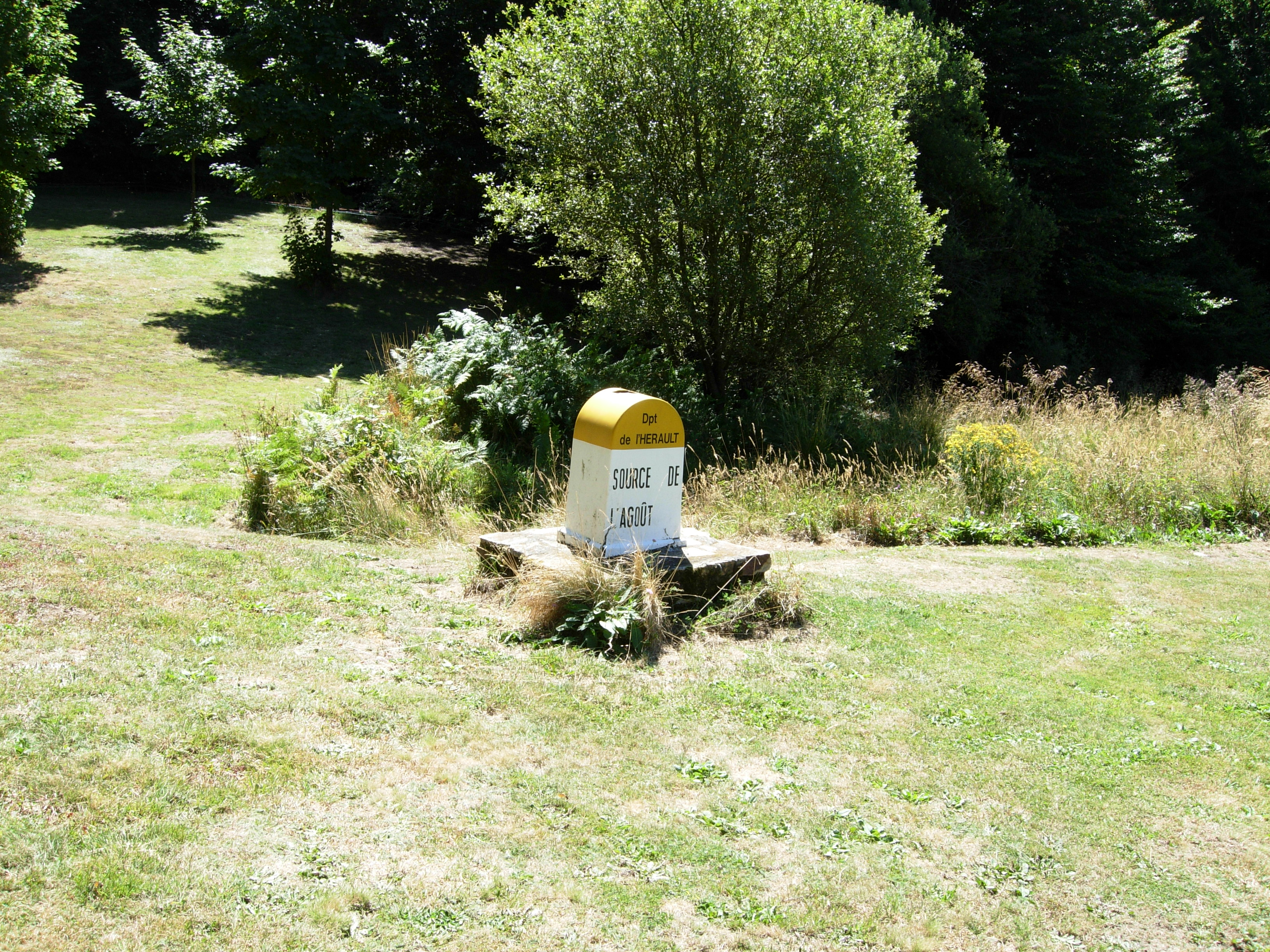
Cambon-et-Salvergues
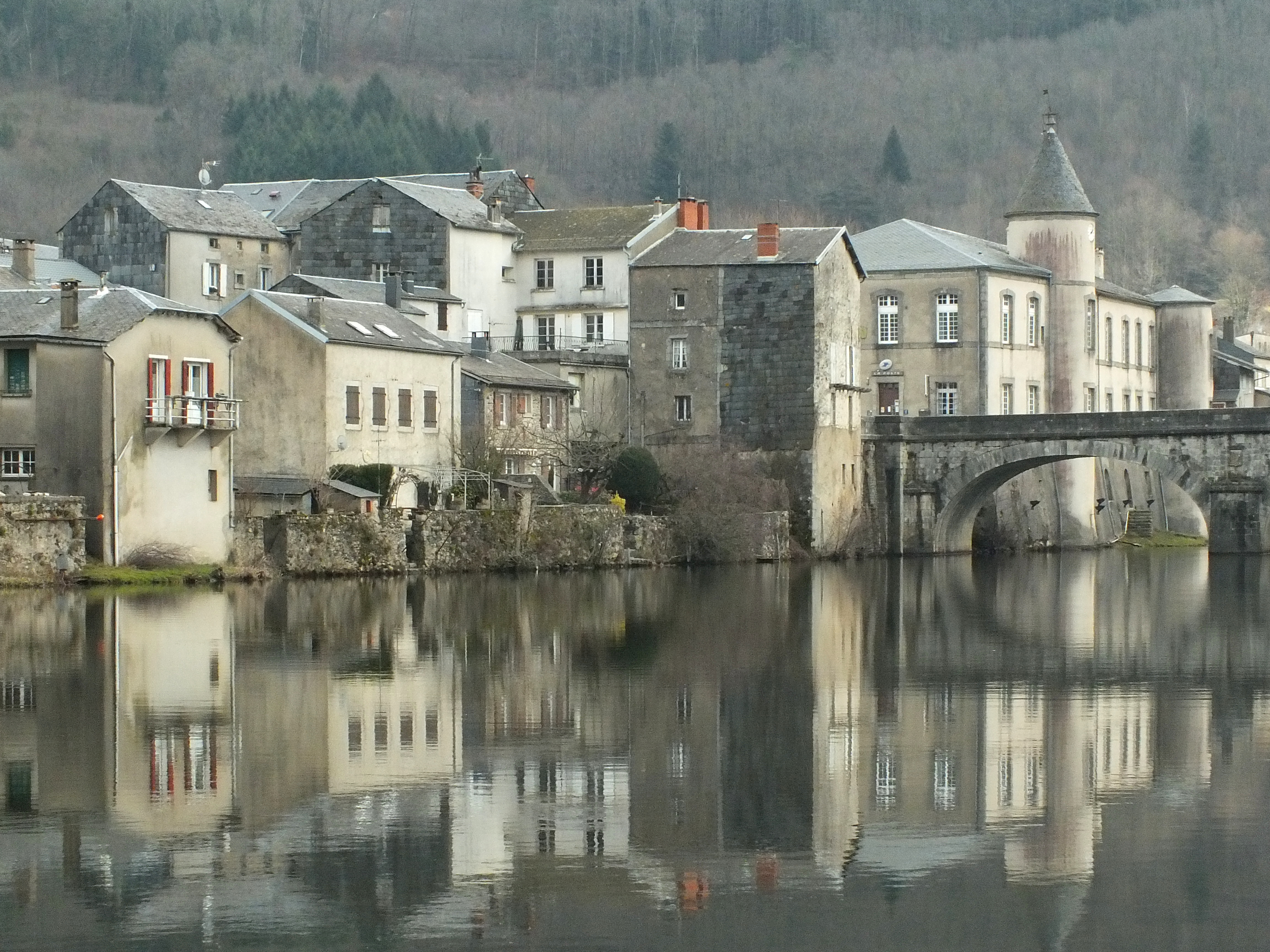
Brassac
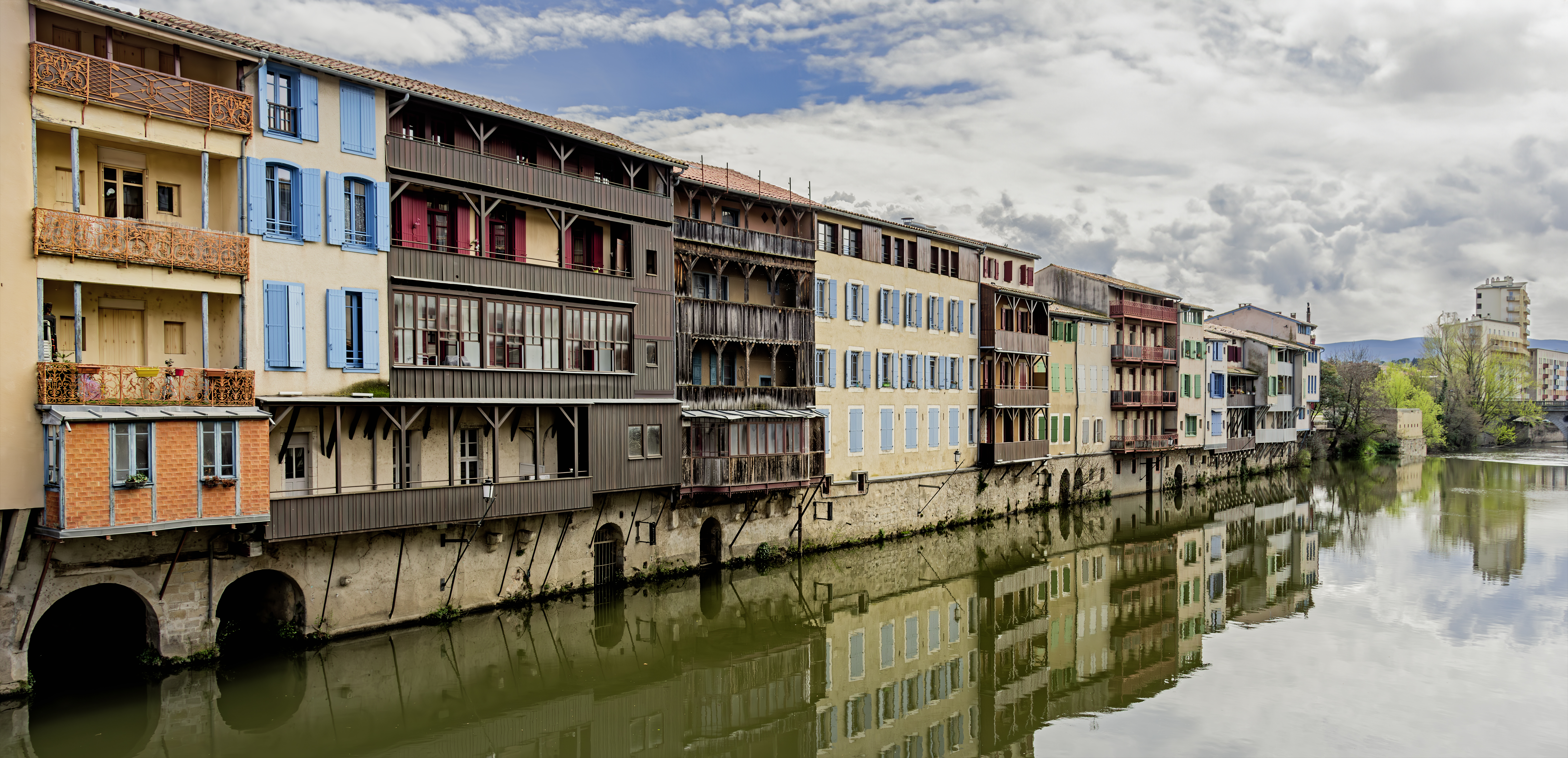
Castres
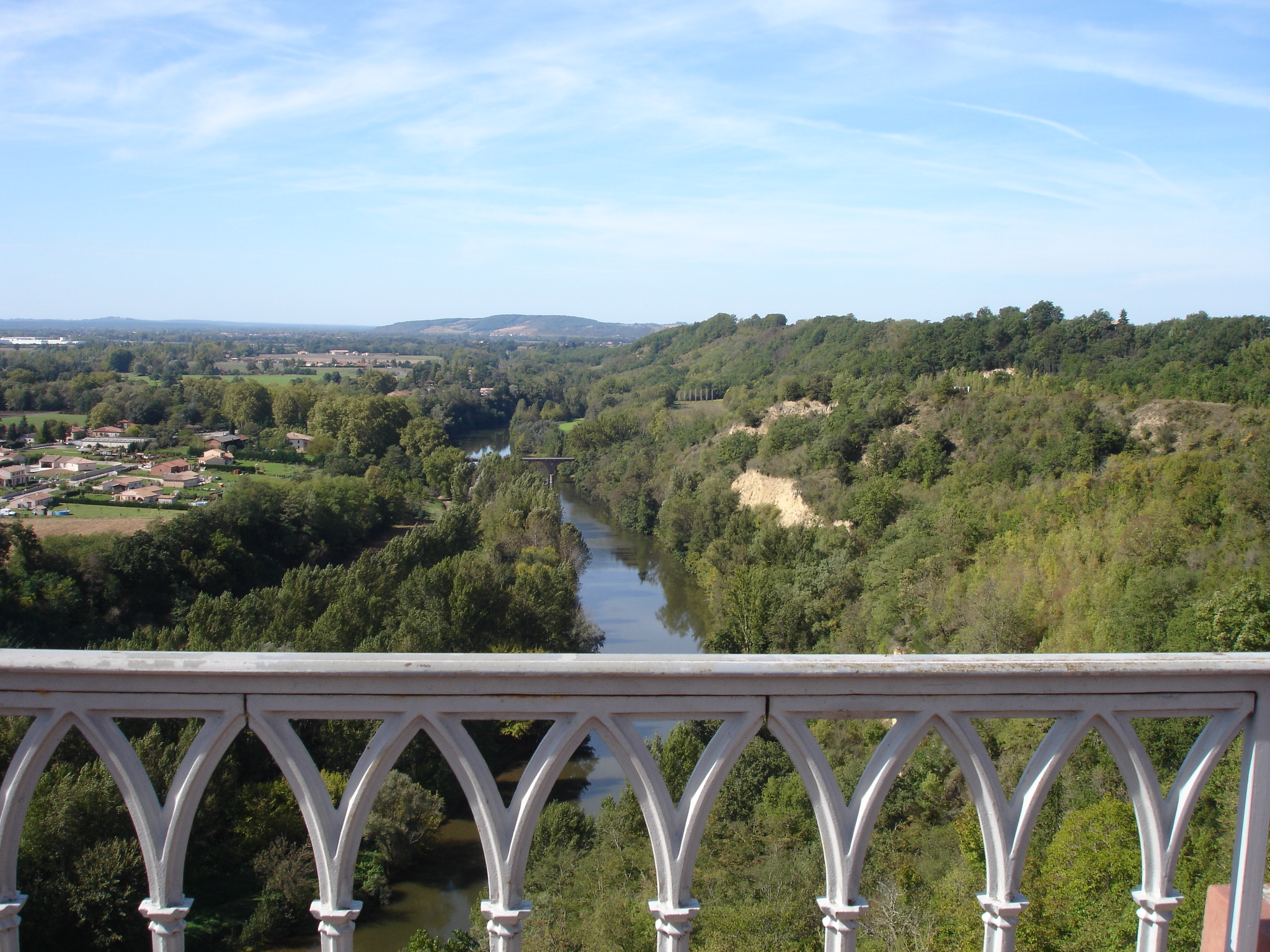
Giroussens
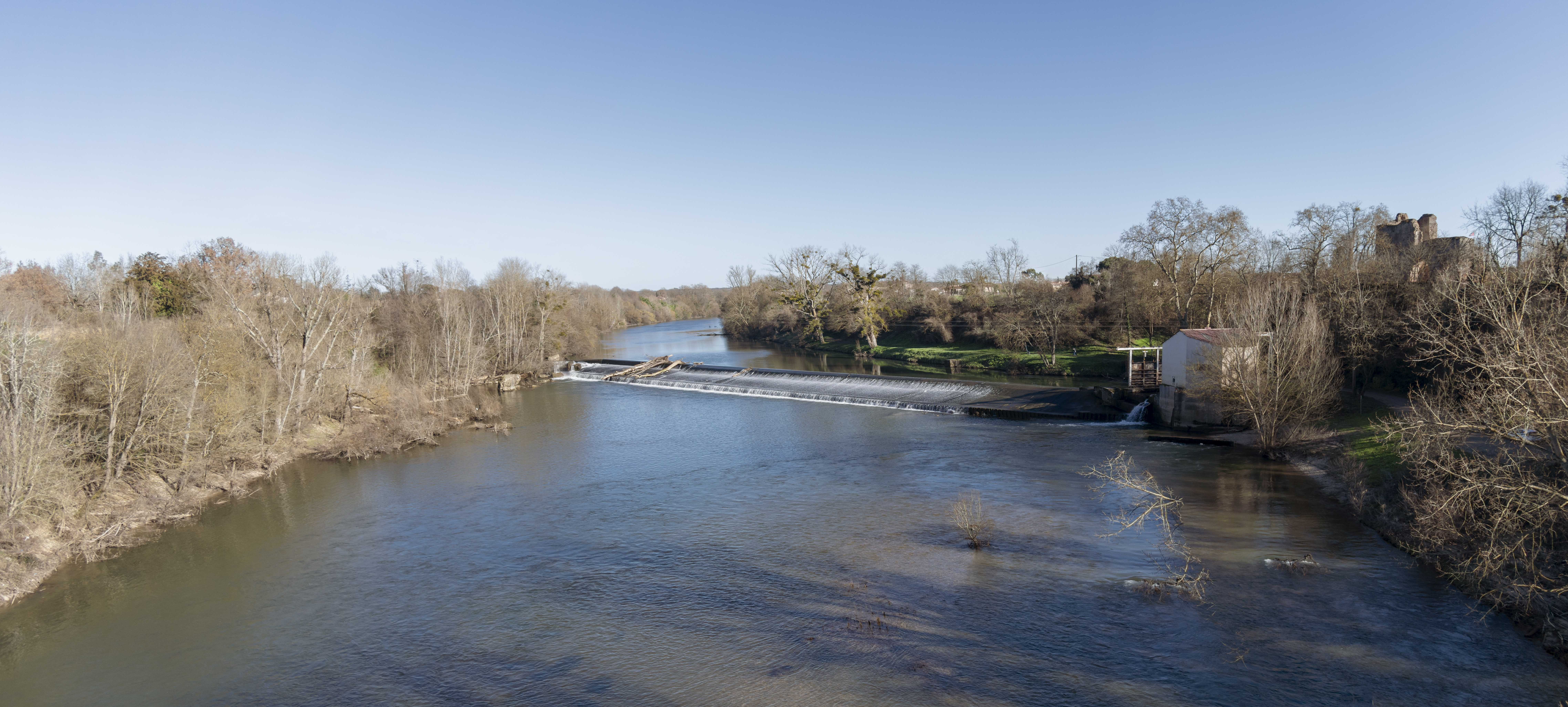
Saint-Sulpice-la-Pointe

O rio Agout é um rio francês, importante afluente da margem esquerda do rio Tarn e sub-afluente do Rio Garona.